# Metric
I Metric sono un gruppo indie rock e new wave canadese formatosi a Toronto nel 1998. La band ha avuto in diversi periodi sede a Montréal, Londra, New York e Los Angeles.

## Storia del gruppo
Il gruppo è composto dalla cantante Emily Haines, il chitarrista James Shaw, il bassista Josh Winstead e il batterista Joules Scott-Key. Il loro primo album Old World Underground, Where Are You Now? è stato pubblicato nel 2003 ed ha guadagnato una nomination ai Juno Award come Miglior album alternative. L'album Live It Out è stato pubblicato il 4 ottobre 2005 ed è stato nominato per il Polar Music Prize 2006 come album canadese dell'anno, e di nuovo ai Juno Award nella stessa categoria dell'album precedente.
Il terzo album della band, Grow Up and Blow Away è stato pubblicato il 26 giugno 2007 da Last Gang Records. L'album era stato originariamente registrato per Rycordics Record all'inizio della carriera della band ma non era stato pubblicato a causa di cambiamenti interni alla società.
Il loro quarto album Fantasies è stato pubblicato in Canada e negli Stati Uniti il 7 aprile 2009. L'album è stato nominato per i Polar Music Prize 2009 come Album dell'anno e ha vinto i premi Album alternative dell'anno e Gruppo dell'anno ai Juno Award 2010.
Il 12 giugno 2012 viene pubblicato il loro quinto album, Syntethica, anticipato dai singoli Youth Without You e  Speed The Collapse (in download gratuito per chi ha preordinato il nuovo album).

## Formazione

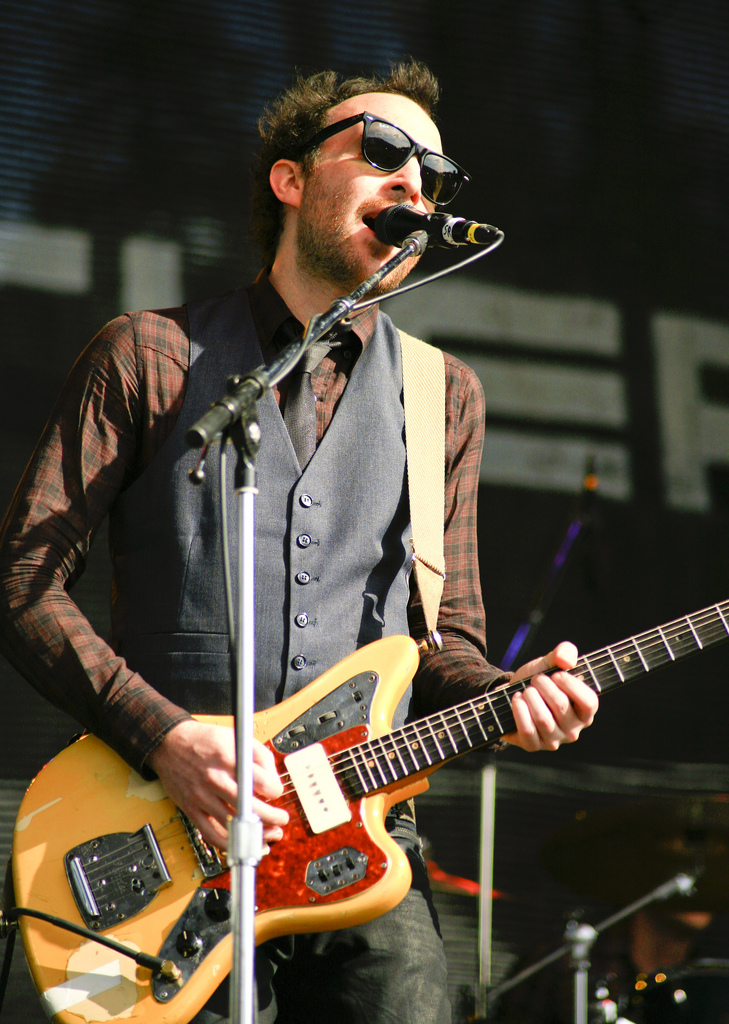
Il chitarrista Jimmy Shaw

- Emily Haines - voce, chitarra elettrica, sintetizzatore
- James Shaw - chitarra elettrica, theremin
- Josh Winstead - basso
- Joules Scott-Key - batteria, percussioni

## Discografia

### Album in studio
- 2003 - Old World Underground, Where Are You Now?
- 2005 - Live It Out
- 2007 - Grow Up and Blow Away
- 2009 - Fantasies
- 2012 - Synthetica
- 2015 - Pagans in Vegas
- 2018 - Art of Doubt
- 2022 - Formentera
- 2023 - Formentera II

### EP
- 1998 - Mainstream EP
- 2001 - Static Anonymity
- 2007 - Live at Metropolis
- 2009 - Plug In Plug Out
- 2011 - iTunes Session